# Сухі ліси долини Магдалени
Сухі ліси долини Магдалени (ідентифікатор WWF: NT0221) — неотропічний екорегіон тропічних та субтропічних сухих широколистяних лісів, розташований в Колумбійських Андах.

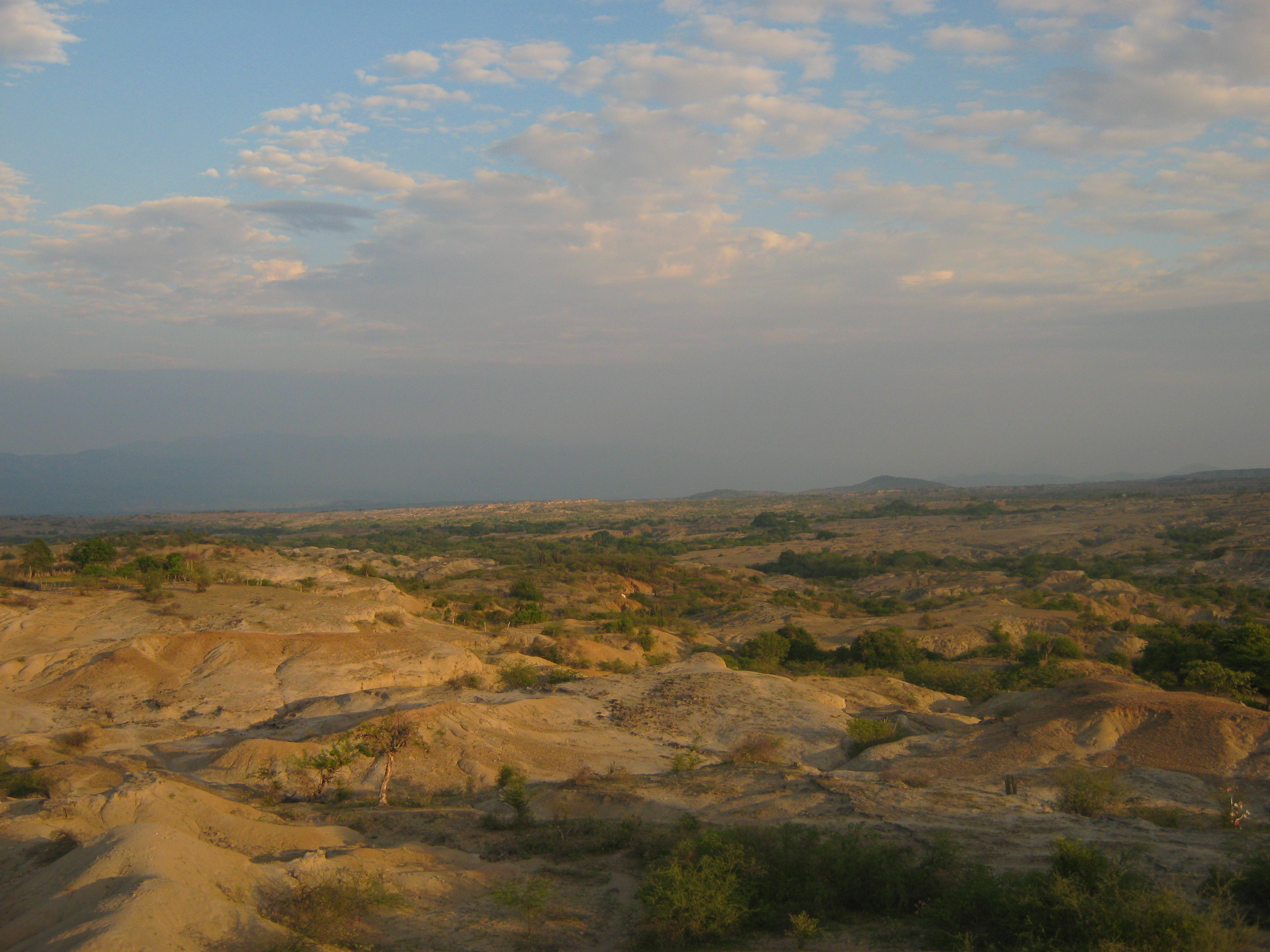
Ландшафт пустелі Татакоа

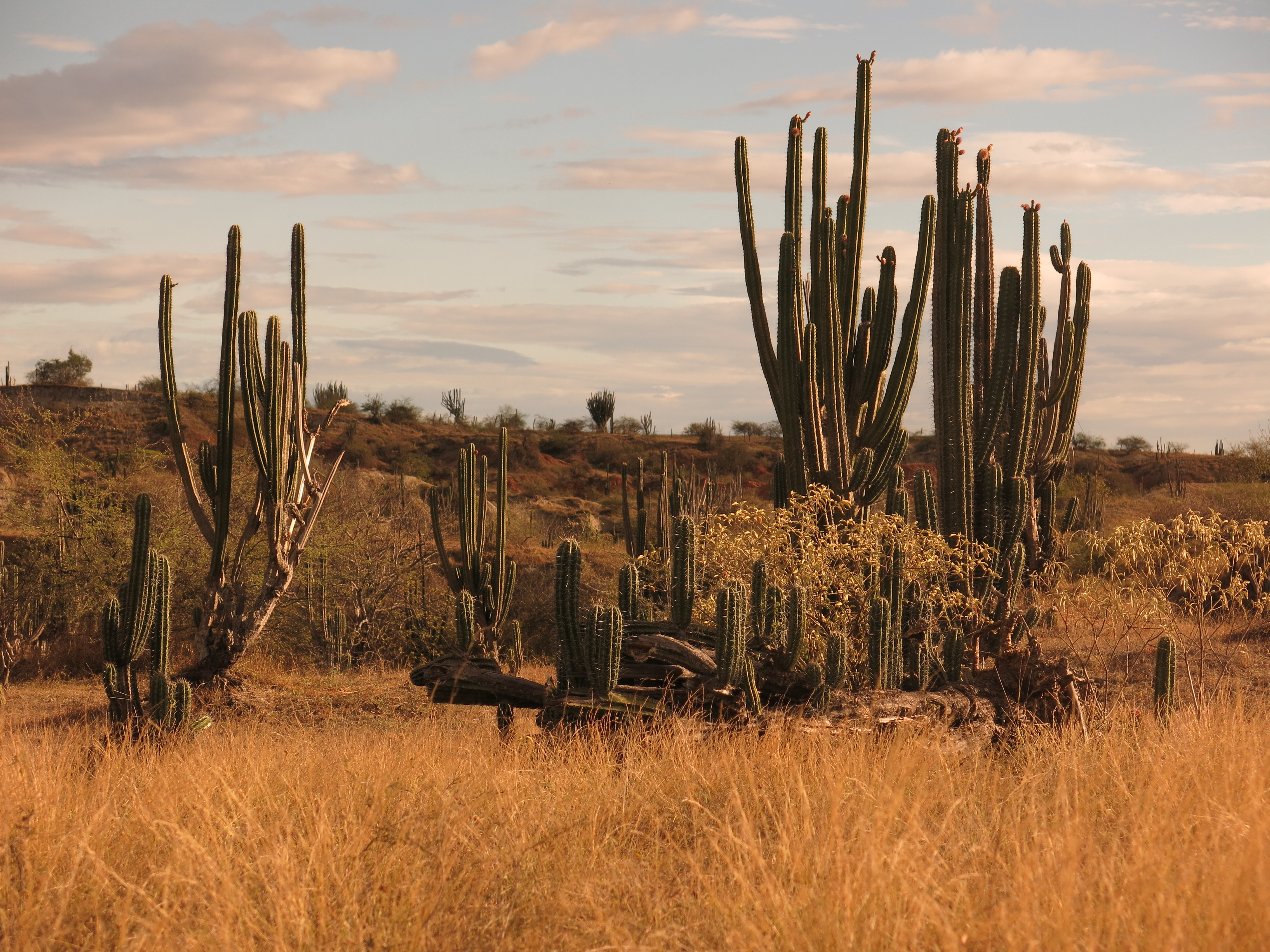
Кактуси у пустелі Татакоа

## Географія
Екорегіон сухих лісів долини Магдалени розташований у верхів'ях Магдалени, головної річки Колумбії, яка бере початок у горах Колумбійського масиву на півдні країни, тече понад 1500 км на північ та впадає у Карибське море. Міжгірська долина Магдалени із заходу оточена горами Кордильєри-Сентраль або Центрального хребта, а зі сходу — горами Кордильєри-Орієнталь або Східного хребта. Її середня висота становить 450 м над рівнем моря. Дно долини майже ідеально рівне, а її алювіальні ґрунти, які містять багато вулканічного попелу з навколишніх вулканів Уїла та Пурасе, вважаються дуже сприятливими для сільського господарства.
Сухі ліси долини Магдалени майже повністю оточені гірськими лісами долини Магдалени, які вкривають навколишні гірські хребти Колумбійських Анд. Далі на північ, у нижній течії Магдалени, поширені вологі ліси Магдалени та Ураби.

## Клімат
На більшій частині екорегіону переважає мусонний клімат (Am за класифікацією кліматів Кеппена), а у його найпосушливіших частинах, зокрема у кам'янистій пустелі Татакоа, де зустрічається багато викопних решток міоценових тварин, — саванний клімат (Aw за класифікацією Кеппена). Середньорічна кількість опадів тут не перевищує 1000 мм. З квітня по липень та з жовтня по грудень в екорегіоні тривають сезони дощів.
Клімат регіону змінювався протягом четвертинного періоду внаслідок чергування льодовикових та міжльодовикових періодів. Під час льодовикових періодів клімат ставав посушливішим, а середня температура падала на 2-8 °C. У ці періоди вологі ліси відступали до рефугіумів, а площа сухих лісів розширювалася. Сухі ліси долини Магдалени могли в цей час поєднуватися з іншими сухими лісами Колумбії та Венесуели, хоча надзвичайно вологий регіон Чоко, розташований на тихоокеанському узбережжі Колумбії, міг залишатися бар'єром між сухими лісами Колумбії та сухими лісами Еквадору й Перу. Під час міжльодовикових періодів, таких як сучасна епоха, тепліший та вологіший клімат сприяв розширенню площі вологих лісів та відступу сухих лісів до рефугіумів у посушливих міжандійських долинах. Таким чином, сухі ліси долини Магдалени можуть вважатися плейстоценовим рефугіумом. Це є причиною високого рівня ендемізму місцевої флори та фауни, особливо серед орхідей, птахів та метеликів.

## Флора
Рослинний покрив екорегіону представлений сухими тропічними лісами, у яких переважають невисокі дерева заввишки до 15 м, що мають характерну парасолькоподібну форму. Серед дерев та чагарників, поширених в екорегіоні, слід відзначити каррапську бульнезію (Bulnesia carrapo), фарбувальну маклюру (Maclura tinctoria), дикий лайм (Zanthoxylum fagara), мексиканське пало-верде (Parkinsonia aculeata), китицецвітий мескіт (Neltuma juliflora), солодку акацію (Vachellia farnesiana), запашні каперці (Quadrella odoratissima). Також в екорегіоні зустрічаються чагарникові та кактусові зарості. Серед кактусів, поширених у долині Магдалени, слід відзначити мексиканський органний кактус (Stenocereus griseus), низький органний кактус (Stenocereus humilis), колумбійський волохатий кактус (Pilosocereus colombianus) та нічноцвітий акантоцереус (Acanthocereus colombianus), а також різні види опунцій (Opuntia spp.) та мелокактусів (Melocactus spp.).
У лісах і чагарниках екорегіону зустрічається низка ендемічних видів рослин, таких як колумбійські стефіроми (Steriphoma colombianum), черешкуваті баугінії (Bauhinia petiolata) та боготські мавпячі сережки (Pithecellobium bogotense). У перехідній зоні між сухими лісами та навколишніми вологими лісами зростають колумбійські різдвяні орхідеї (Cattleya trianae), національні квіти Колумбії, які перебувають під загрозою зникнення.

## Фауна
Серед поширених в екорегіоні ссавців слід відзначити білохвостого оленя (Odocoileus virginianus), американську мазаму (Mazama americana), ошийникового пекарі (Dicotyles tajacu), рудого ревуна (Alouatta seniculus), саймірі Гумбольдта (Saimiri cassiquiarensis), сіроруку нічну мавпу (Aotus griseimembra), північного двопалого лінивця (Choloepus hoffmanni), майконга-крабоїда (Cerdocyon thous), ракуна-крабоїда (Procyon cancrivorus), флоридського кролика (Sylvilagus floridanus), малу капібару (Hydrochoerus isthmius), низинну паку (Cuniculus paca), центральноамериканського агуті (Dasyprocta punctata), рудохвосту вивірку (Sciurus granatensis), південного бавовняного хом'яка (Sigmodon hirsutus), тринідадську колючу торбомишу (Heteromys anomalus), південного опосума (Didelphis marsupialis), мишачого опосума Робінсона (Marmosa robinsoni), дев'ятипоясного броненосця (Dasypus novemcinctus) та північного тамандуа (Tamandua mexicana). Серед поширених в регіоні плазунів слід відзначити крокодилового каймана (Caiman crocodilus), звичайну ігуану (Iguana iguana), звичайного удава (Boa constrictor), південноамериканського гримучника або каскавелу (Crotalus durissus) та магдаленську черепаху (Podocnemis lewyana).
Орнітофауна екорегіону нараховує приблизно 300 видів птахів. Серед птахів, поширених в сухих лісах і чагарниках екорегіону, слід відзначити чубату перепелицю (Colinus cristatus), коричневого талпакоті (Columbina talpacoti), малого ані (Crotophaga sulcirostris), карликового кукліло (Coccycua pumila), світлочеревого ерміта (Phaethornis anthophilus), зеленого колібрі-лісовичка (Chrysuronia goudoti), колумбійського колібрі-смарагда (Chlorostilbon gibsoni), синьохвостого колібрі-білогуза (Chalybura buffonii), великодзьобого канюка (Rupornis magnirostris), хімахіму (Milvago chimachima), аргентинську каракару (Caracara plancus), малу гілу (Melanerpes rubricapillus), буроплечого тіріку (Brotogeris jugularis), панамського папугу-горобця (Forpus conspicillatus), білочеревого покривника (Myrmeciza longipes), сірогорлого пію (Synallaxis brachyura), жовтого тиранчика (Capsiempis flaveola), жовтоокого тиранчика (Atalotriccus pilaris), білочеревого тиранчика-рудя (Euscarthmus meloryphus), світлогорлого мухоїда (Tolmomyias sulphurescens), панамського копетона (Myiarchus panamensis), білочеревого тітіріджі (Hemitriccus margaritaceiventer), чагарникового віреончика (Hylophilus flavipes), синьоброву паю (Cyanocorax affinis), білобрового різжака (Campylorhynchus griseus), плямистоволого поплітника (Pheugopedius sclateri), західну гутураму (Euphonia laniirostris), сивоголову риджвею (Arremonops conirostris), червону тапірангу (Ramphocelus dimidiatus) та церебу (Coereba flaveola). Ендеміками екорегіону є колумбійські гутурами (Euphonia concinna), а майже ендемічними його представниками — колумбійські чачалаки (Ortalis columbiana), сапфіроволобі амазилії-берили (Saucerottia cyanifrons), колумбійські копетони (Myiarchus apicalis) та чагарникові танагри (Stilpnia vitriolina). Крім того, ендеміками регіону є підвиди американського сича Athene cunicularia tolimae та сірого червоночубика Coryphospingus pileatus rostratus.

## Збереження
Більша частина природної рослинності екорегіону була знищена внаслідок розвитку сільського господарства та надмірного випасу худоби. Від лісів залишилися лише невеликі ділянки вздовж річок. У районі навколо пустелі Татакоа поширена нафтовидобувна промисловість, яка призводить до забруднення місцевих екосистем. Основними видами сільського господарства у посушливих частинах долини Магдалени є вирощування рису та сорго, а також випас кіз, овець та великої рогатої худоби.
Оцінка 2017 року показала, що 456 км², або 2 % екорегіону, є заповідними територіями. Природоохоронні території включають Регіональний природний парк Ла-Татакоа.